# Meganyctycia fansipana
Meganyctycia fansipana is een vlinder uit de familie van de uilen (Noctuidae). De wetenschappelijke naam van de soort is voor het eerst geldig gepubliceerd indoor Ronkay, Hreblay & Peregovits.